# Amegilla acraensis
Amegilla acraensis is een vliesvleugelig insect uit de familie bijen en hommels (Apidae). De wetenschappelijke naam van de soort is voor het eerst geldig gepubliceerd in 1793 door Fabricius.
De diersoort komt voor in Zimbabwe.